# Copa de la Liga de Irlanda
La Copa de la Liga de Irlanda (en inglés: League of Ireland Cup; en irlandés: Corn Sraithe na hÉireann) fue una competición de fútbol abierta a todos los clubes que componen las dos divisiones de la Liga de Irlanda. Fue el torneo que reemplazo a la anterior competición de este formato, el League of Ireland Shield («Escudo de la Liga de Irlanda»), torneo jugado entre 1922 y 1973. 
El formato ha cambiado de un año a otro. En su mayor parte se ha utilizado un sistema de liga, con 6 grupos de 4 equipos (según criterio geográfico), con los ganadores y los dos mejores subcampeones de pasar a los cuartos de final (que se inició la fase de octavos de final). Los octavos de final se jugará entre semana de la temporada. A finales de 1990 la copa fue en un formato de eliminatoria directa, y recientemente ha vuelto a nuevo empezando con una fase de grupos, esta vez con 8 grupos de 3, con sólo el ganador se clasifica. En 2006, el concurso fue una vez más controvertida en una recta knock-out base, con un sistema de siembra complicado regionalizado determinar emparejamientos y despedidas en las primeras rondas.
Desde 2009 cuenta con el patrocinio de Electronic Arts, por lo que la competición ha pasado a denominarse oficialmente EA Sports Cup. Al campeón se le otorga acceso para participar en rondas previas de la UEFA Europa League si no clasifica por otro medio a otra competición europea o a la misma. 
La competencia no se realizó en 2020 y 2021 como resultado de demoras y restricciones causadas por la pandemia de COVID-19, y aún no se ha reanudado a partir de 2025.

## Palmarés
| Temporada | Campeón                            | Resultado                          | Finalista                          | Sede de la final                      |                                    |
| --------- | ---------------------------------- | ---------------------------------- | ---------------------------------- | ------------------------------------- | ---------------------------------- |
| 1973-74   | Waterford United                   | 2–1                                | Finn Harps                         |                                       |                                    |
| 1974-75   | Bohemian                           | 1–1, 2–1                           | Finn Harps                         |                                       |                                    |
| 1975-76   | Limerick                           | 4–0, 0–1                           | Sligo Rovers                       |                                       |                                    |
| 1976-77   | Shamrock Rovers                    | 1–0                                | Sligo Rovers                       |                                       |                                    |
| 1977-78   | Dundalk                            | 2–2, 2–2 (4–3 pen)                 | Cork Alberts                       |                                       |                                    |
| 1978-79   | Bohemian                           | 2–0                                | Shamrock Rovers                    |                                       |                                    |
| 1979-80   | Athlone Town                       | 4–2                                | St Patrick's Athletic              |                                       |                                    |
| 1980-81   | Dundalk                            | 0–0, 0–0 (4–3 pen)                 | Galway Rovers                      |                                       |                                    |
| 1981-82   | Athlone Town                       | 1–0                                | Shamrock Rovers                    |                                       |                                    |
| 1982-83   | Athlone Town                       | 2–1                                | Dundalk                            |                                       |                                    |
| 1983-84   | Drogheda United                    | 3–1                                | Athlone Town                       |                                       |                                    |
| 1984-85   | Waterford United                   | 2–1                                | Finn Harps                         |                                       |                                    |
| 1985-86   | Galway United                      | 2–0                                | Dundalk                            |                                       |                                    |
| 1986-87   | Dundalk                            | 1–0                                | Shamrock Rovers                    |                                       |                                    |
| 1987-88   | Cork City                          | 1–0                                | Shamrock Rovers                    |                                       |                                    |
| 1988-89   | Derry City                         | 4–0                                | Dundalk                            |                                       |                                    |
| 1989-90   | Dundalk                            | 1–1 (4–1 pen)                      | Derry City                         |                                       |                                    |
| 1990-91   | Derry City                         | 2–0                                | Limerick                           |                                       |                                    |
| 1991-92   | Derry City                         | 1–0                                | Bohemian                           |                                       |                                    |
| 1992-93   | Limerick City                      | 2–0                                | St Patrick's Athletic              |                                       |                                    |
| 1993-94   | Derry City                         | 1–0, 2–1                           | Shelbourne                         |                                       |                                    |
| 1994-95   | Cork City                          | 1–0, 1–1                           | Dundalk                            |                                       |                                    |
| 1995-96   | Shelbourne                         | 2–2                                | Sligo Rovers                       |                                       |                                    |
| 1996-97   | Galway United                      | 3–1, 1–1                           | Cork City                          |                                       |                                    |
| 1997-98   | Sligo Rovers                       | 1–0, 0–0                           | Shelbourne                         |                                       |                                    |
| 1998-99   | Cork City                          | 1–1, 1–0                           | Shamrock Rovers                    |                                       |                                    |
| 1999-00   | Derry City                         | 3–1, 2–1                           | Athlone Town                       |                                       |                                    |
| 2000-01   | St Patrick's Athletic              | 3–1, 2–2                           | UCD Dublin                         |                                       |                                    |
| 2001-02   | Limerick                           | 2–1, 0–1 (3–2 pen)                 | Derry City                         |                                       |                                    |
| 2002-03   | No hubo competición                | No hubo competición                | No hubo competición                | No hubo competición                   |                                    |
| 2003      | St Patrick's Athletic              | 1–0                                | Longford Town                      | Richmond Park, Dublín                 |                                    |
| 2004      | Longford Town                      | 2–1                                | Bohemian                           | Flancare Park, Longford               |                                    |
| 2005      | Derry City                         | 2–1                                | UCD Dublin                         | Belfield Park, Dun Laoghaire-Rathdown |                                    |
| 2006      | Derry City                         | 0–0 (3–0 pen)                      | Shelbourne                         | Brandywell, Derry                     |                                    |
| 2007      | Derry City                         | 1–0                                | Bohemian                           | Brandywell, Derry                     |                                    |
| 2008      | Derry City                         | 6–1                                | Wexford Youths                     | Ferrycarrig Park, Crossabeg           |                                    |
| 2009      | Bohemian                           | 3–1                                | Waterford United                   | Regional Sports Centre, Waterford     |                                    |
| 2010      | Sligo Rovers                       | 1–0                                | Monaghan United                    | The Showgrounds, Sligo                |                                    |
| 2011      | Derry City                         | 1–0                                | Cork City                          | Turners Cross, Cork                   |                                    |
| 2012      | Drogheda United                    | 3–1                                | Shamrock Rovers                    | Estadio de Tallaght, Dublin           |                                    |
| 2013      | Shamrock Rovers                    | 2–0                                | Drogheda United                    | Estadio de Tallaght, Dublin           |                                    |
| 2014      | Dundalk                            | 3–2                                | Shamrock Rovers                    | Oriel Park, Dundalk                   |                                    |
| 2015      | St Patrick's Athletic              | 0–0 (4–3 pen)                      | Galway United                      | Eamonn Deacy Park, Galway             |                                    |
| 2016      | St Patrick's Athletic              | 4–1                                | Limerick                           | Markets Field, Limerick               |                                    |
| 2017      | Dundalk                            | 3–0                                | Shamrock Rovers                    | Estadio de Tallaght, Dublin           |                                    |
| 2018      | Derry City                         | 3–1                                | Cobh Ramblers                      | Brandywell, Derry                     |                                    |
| 2019      | Dundalk                            | 2–2 (6–5 pen)                      | Derry City                         | Brandywell, Derry                     |                                    |
| 2020      | Cancelada por Pandemia de COVID-19 | Cancelada por Pandemia de COVID-19 | Cancelada por Pandemia de COVID-19 | Cancelada por Pandemia de COVID-19    | Cancelada por Pandemia de COVID-19 |
| 2021      | Cancelada por Pandemia de COVID-19 | Cancelada por Pandemia de COVID-19 | Cancelada por Pandemia de COVID-19 | Cancelada por Pandemia de COVID-19    | Cancelada por Pandemia de COVID-19 |

## Títulos por club
| Club                   | Títulos | Subtítulos | Años campeón                                                                    |
| ---------------------- | ------- | ---------- | ------------------------------------------------------------------------------- |
| Derry City             | 11      | 3          | 1988-89, 1990-91, 1991-92, 1993-94, 1999-00, 2005, 2006, 2007, 2008, 2011, 2018 |
| Dundalk                | 7       | 4          | 1977-78, 1980-81, 1986-87, 1989-90, 2014, 2017, 2019                            |
| St. Patrick's Athletic | 4       | 2          | 2000-01, 2003, 2015, 2016                                                       |
| Bohemian               | 3       | 3          | 1974-75, 1978-79, 2009                                                          |
| Athlone Town           | 3       | 2          | 1979-80, 1981-82, 1982-83                                                       |
| Cork City              | 3       | 2          | 1987-88, 1994-95, 1998-99                                                       |
| Limerick               | 3       | 2          | 1975-76, 1992-93, 2001-02                                                       |
| Shamrock Rovers        | 2       | 8          | 1976-77, 2013                                                                   |
| Sligo Rovers           | 2       | 3          | 1997-98, 2010                                                                   |
| Galway United          | 2       | 2          | 1985-86, 1996-97                                                                |
| Waterford              | 2       | 1          | 1973-74, 1984-85                                                                |
| Drogheda United        | 2       | 1          | 1983-84, 2012                                                                   |
| Shelbourne             | 1       | 3          | 1995-96                                                                         |
| Longford Town          | 1       | 1          | 2004                                                                            |
| Finn Harps             | -       | 3          | -----                                                                           |
| UCD Dublin             | -       | 2          | -----                                                                           |
| Wexford Youths         | -       | 1          | -----                                                                           |
| Cork Alberts †         | -       | 1          | -----                                                                           |
| Monaghan United        | -       | 1          | -----                                                                           |
| Cobh Ramblers          | -       | 1          | -----                                                                           |

- † Equipo desaparecido.